# SIFI
La SIFI S.p.A. (Società Industria Farmaceutica Italiana) è un'azienda farmaceutica operante esclusivamente in campo oftalmologico con più di 50 prodotti farmaceutici e strumenti diagnostici e chirurgici per la cura di diffuse malattie dell'occhio.

## Storia
La SIFI nasce nel 1935 a Catania, nel retrobottega della farmacia di uno dei due soci fondatori. I soci fondatori furono Antonino Benanti e Carmelo Chines entrambi farmacisti. L'azienda si è sviluppata progressivamente negli anni ed è al 2013 presente, con i suoi prodotti, in 20 paesi del mondo.
Nel 1952 l'azienda diventa SpA e nel 1990 inizia un processo di espansione internazionale che la vede presente in 20 paesi.
Nell'ottobre 2010 i Laboratorios SIFI de México, S.A. de C.V. (SIFI Mexico), filiale messicana della SIFI SpA, siglano un accordo di partnership esclusiva con il gruppo Quintiles, per la distribuzione decennale dei prodotti SIFI su tutto il territorio messicano.
Il 10 dicembre 2010 SIFI raggiunge con la China Otsuka Pharmaceutical Company (COP) un importante accordo commerciale per la diffusione sul mercato cinese di un prodotto utile per la cura di patologie della parte anteriore dell'occhio.
Il 1º aprile 2011 viene fondata la  SIFI MedTech Srl società che coordina tutte le attività di vendita e ricerca e sviluppo dei prodotti diagnostici e chirurgici per l'oftalmologia, tra cui le lenti intraoculari e i vision tester.

## Prodotti
L'azienda produce esclusivamente preparati utili per un'ampia gamma di patologie dell'occhio in vari tipi diversi di forme farmaceutiche come: cristallini artificiali innovativi per interventi di cataratta (Mini Well EDOF), colliri mono e multi dose, pomate oftalmiche, compresse, capsule e prodotti di comfort per l'occhio.

### Farmaceutici
- Carteol 1-2% per il trattamento del glaucoma, collirio a base di Carteololo cloridrato 1-2%.[6]

### Diagnostici
La SIFI SpA commercializza una serie di testi diagnostici quali:
- Anello di Landolt
- HOTV
- Tavole ETDRS
- Tavole di Ishiara
- Rombi di Worth
- Tavole di Lancaster
- Griglia di Amsler

## Ricerca e sviluppo
La SIFI SpA dispone di laboratori di ricerca che hanno sviluppato 35 brevetti internazionali e messo a punto 3 piattaforme tecnologiche per la dismissione di farmaci oculari nell'occhio, quali:
1. piattaforma basata sul Gel Xantano (operativa)
2. piattaforma basata su Nanoemulsioni stabili (operativa)
3. piattaforma tecnologica basata sull'impiego di Nanotecnologie (in sviluppo).

## Iniziative sociali
La SIFI Spa nel tentativo di migliorare le condizioni di lavoro dei propri dipendenti ha istituito una Scuola per l'infanzia e una palestra.
La Scuola per l'infanzia nasce per agevolare le mamme lavoratrici dell'azienda e dispone di una sezione per il nido e 2 sezioni per la materna con una capacità ricettiva complessiva di 50 bambini di età prescolare.
La palestra o wellness-centre nasce nel 2003 su una superficie di circa 400m2 ed ha 35 posti utili.